# Newlynskolen
Newlynskolen var en kunstnerkoloni fra 1880'erne til begyndelsen af det 20. århundrede i og nær Newlyn, en fiskerlandsby nær Penzance i Cornwall. Som pioneren i 1882 anses den engelske maler Walter Langley (1852-1922)
Newlynskolen lagde som Barbizon-skolen i Frankrig vægt på at male i det fri, 'pleinairisme'.
| - Værker af medlemmer af Newlynskolen - Stanhope Forbes: Fiskemarked på strand i Cornwall, 1885 A Fish Sale on a Cornish Beach - Frank Bramley: Every one his own Tale (1885) - Percy Robert Craft: Waiting for the Boats (1887) - Albert Chevallier Tayler: A Dress Rehearsal (1888) - Henry Scott Tuke: The old Sea Dog (1888) - Thomas Cooper Gotch: Sharing Fish (1891) - Walter Langley: Never Morning Wore to Evening but Some Heart Did Break (1894) - Charles Napier Hemy: Waiting (1895) - Elizabeth Forbes: Across Mounts' Bay, 1889+ - Walter Langley: Between The Tides, 1901 - Edwin Harris: The Old Salt, ukendt dato - Norman Garstin: Newlyn from the Meadow, ukendt dato |